# Dicranoses capsulifex
Dicranoses capsulifex är en fjärilsart som beskrevs av Jean-Jacques Kieffer och Jörgensen 1910. Dicranoses capsulifex ingår i släktet Dicranoses och familjen Cecidosidae. Inga underarter finns listade i Catalogue of Life.